# Горбань Андрій Павлович
Андрій Павлович Горбань (нар. 21 березня 1978, Первомайський, Харківська область, УРСР) — український футболіст, що виступав на позиції півзахисника, та футбольний тренер.

## Кар'єра гравця
Вихованець харківського футболу, з 12 років виступав за місцеву ДЮСШ «Спартак». З 1992 року навчався в харківському спортінтернаті, перші тренери — Микола Пільгуй і Володимир Лінке. З 1996 року — у складі кіровоградської «Зірки». Дебютував у чемпіонаті України 15 червня 1997 року, на 75-й хвилині домашньої гри проти запорізького «Торпедо» змінив Олександра Михайленка. Проте, перший час не міг закріпитися в основному складі, виступаючи переважно за другу команду клубу в другій лізі. У 1999 році на півроку перейшов в азербайджанський «Туран», за який відіграв всього 8 матчів.
Влітку 2000 року став гравцем нікопольського «Металурга», який виступав у першій лізі. У складі нікопольчан провів рік, з'являючись на полі в більшості матчах. Потім повернувся до «Зірки», яка в той час вилетіла з вищої ліги. В команді, яку очолив Юрій Коваль, був основним гравцем і одним з лідерів. У складі кіровоградців у 2003 році став переможцем першої ліги і повернувся в елітний дивізіон. Проте надовго «Зірка», яка по ходу сезону зазнавала фінансові проблеми, у вищій лізі не затрималася, в першому ж після повернення сезоні посівши останнє місце, після чого Горбань покинув команду.
У 2004 році, слідом за Ковалем, перейшов у луганську «Зорю». За луганчан виступав до 2006 року, також грав за фарм-клуби «Зорі» на аматорському рівні. У сезоні 2005/06 років у складі команди знову виграв першу лігу, однак після закінчення сезону пішов із «Зорі». У період 2006—2008 років змінив ряд клубів нижчих ліг, ніде надовго не затримуючись. Також грав у складі кіровоградських «Зірки» й «Олімпіка», які в той час виступали в аматорському чемпіонаті України. Останню гру на професійному рівні провів у 2008 році в складі «Єдності» з Плисок. Після закінчення професійної кар'єри деякий час також виступав у чемпіонаті Кіровоградської області за знам'янський «Локомотив-Хлібодар».

## Кар'єра тренера
У 2004 році закінчив Харківську академію фізкультури. У 2009 році став тренером-викладачем у кіровоградській ДЮСШ «Зірка-Спартак». З 2012 року — тренер в академії «Зірки». У 2017 році призначений старшим тренером юнацької складу «Зірки». 20 червня 2018 року призначений виконуючим обов'язки головного тренера кропивницького клубу.
У 2019 році переїхав до Росії, де став працювати тренером академії ФК «Краснодар». 18 січня 2021 року призначений старшим тренером молодіжної жіночої команди ФК «Краснодар». Залишався на цій посаді до кінця липня 2022 року.

## Досгнення
- Перша ліга чемпіонату України
  -  Чемпіон (2): 2002/03, 2005/06